# Live! In Tune and on Time
Live! In Tune and on Time é o primeiro álbum ao vivo de DJ Shadow gravado em Londres, Inglaterra na Brixton Academy.  O álbum é uma coletânea de faixas de seus discos anteriores assim como faixas de seu trabalho com os grupos UNKLE e Quannum. Foi lançado em formato CD/DVD. O DVD apresenta músicas extras.

## Faixas

### CD
1. Intro
2. Fixed Income
3. What Does Your Soul Look Like (Part 2)
4. In/Flux
5. Un Autre Introduction
6. Walkie Talkie
7. Guns Blazing (Drums of Death Part 1)
8. Lonely Soul
9. Lost & Found
10. What Does Your Soul Look Like (Part 3)
11. Mutual Slump
12. Stem/Long Stem
13. Reconstruction Medley
14. Holy Calamity (Bear Witness II)
15. The Third Decade, Our Move
16. Halfway Home
17. The Number Song
18. Organ Donor
19. Mashin' on the Motorway
20. Blood on the Motorway
21. Napalm Brain/Scatter Brain & Outro

### DVD
- Intro
- Act I
  - Fixed Income
  - What Does Your Soul Look Like (Part 2)
  - In/Flux
  - Un Autre Introduction
  - Walkie Talkie
- Act 2
  - Guns Blazing (Drums of Death Part 1)
  - Lonely Soul
  - Lost & Found
  - What Does Your Soul Look Like (Part 3)
  - Mutual Slump
  - Stem/Long Stem
- Act 3
  - Reconstruction Medley
  - Holy Calamity (Bear Witness II)
  - The Third Decade, Our Move
  - Halfway Home
  - The Number Song
  - Organ Donor
- Intermission
- Act 4
  - Six Days
  - Mashin' on the Motorway
  - Blood on the Motorway
- Act 5
  - Napalm Brain/Scatter Brain & Outro
- Encore
  - You Can't Go Home Again
  - Midnight in a Perfect World
  - High Noon
- Special Features
  - Malcolm on Drums
  - Pushin' Buttons